# Kreisgericht Lyck
Das Kreisgericht Lyck war ein preußisches Kreisgericht in der damaligen Provinz Preußen mit Sitz in der Kreisstadt Lyck.

## Geschichte
In Bezirk des Kreisgerichts Lyck bestanden bis 1849 das königliche Land- und Stadtgericht Lyck sowie viele Patrimonialgerichte.
1849 wurden in Preußen einheitlich Kreisgerichte geschaffen. Hierbei wurde die Patrimonialgerichtsbarkeit abgeschafft und die Patrimonialgerichte wurden aufgehoben. Auch die eingangs genannten Gerichte wurden aufgehoben und es entstand das Königliche Kreisgericht Lyck. Es war für den Landkreis Lyck zuständig.
Beim Kreisgericht Lyck wurden Schwurgerichtssachen für die Kreisgerichte Johannisburg, Marggrabowa und Lyck verhandelt. Am Gericht waren 1870 ein Direktor und acht Kreisrichter eingesetzt. 1870 betrug die Zahl der Gerichtseingesessenen 45.496. In Kallinowen wurden Gerichtstage gehalten.
Im Rahmen der Reichsjustizgesetze wurde das Gerichtswesen in Deutschland 1879 vereinheitlicht. Damit wurde das Kreisgericht Lyck aufgehoben und das königlich preußische Amtsgericht Lyck mit Wirkung zum 1. Oktober 1879 als eines von zehn Amtsgerichten im Bezirk des Landgerichtes Lyck als Nachfolger gebildet.

## Richter
- Heinrich Kleffel (1851–1852)
- Oskar von Sanden